# Liste der Monuments historiques in Theuville (Val-d’Oise)
Die Liste der Monuments historiques in Theuville (Val-d’Oise) führt die Monuments historiques in der französischen Gemeinde Theuville auf.

## Liste der Bauwerke
| Bezeichnung       | Beschreibung              | Standort | Kennzeichnung | Schutzstatus | Datum | Bild           |
| ----------------- | ------------------------- | -------- | ------------- | ------------ | ----- | -------------- |
| Kapelle St-Claude | Erbaut im 16. Jahrhundert | (Lage)   | PA00080214    | Inscrit      | 1926  | weitere Bilder |

## Liste der Objekte
- Monuments historiques (Objekte) in Theuville (Val-d’Oise) in der Base Palissy des französischen Kultusministeriums